# Willy den Ouden
Willemijntje "Willy" den Ouden, född 1 januari 1918 i Rotterdam, död 6 december 1997 i Rotterdam, var en nederländsk simmare.
Hon blev olympisk guldmedaljör på 4 x 100 meter frisim vid sommarspelen 1936 i Berlin.